# Onesia
Onesia este un gen de muște din familia Calliphoridae.

## Specii[1]
- Onesia abaensis
- Onesia accepta
- Onesia americana
- Onesia apicalis
- Onesia apouna
- Onesia arcuata
- Onesia assimilis
- Onesia auriventris
- Onesia australica
- Onesia austriaca
- Onesia batangensis
- Onesia bergmani
- Onesia bivittata
- Onesia bryani
- Onesia caerulea
- Onesia campestris
- Onesia canescens
- Onesia chuanxiensis
- Onesia clarki
- Onesia clausa
- Onesia cuprea
- Onesia currani
- Onesia cyanea
- Onesia danielssoni
- Onesia dispar
- Onesia dynatophallus
- Onesia elliptica
- Onesia erlangshanensis
- Onesia fae
- Onesia festiva
- Onesia fijiensis
- Onesia flavida
- Onesia flavipalpis
- Onesia flavisquama
- Onesia flora
- Onesia florida
- Onesia franzosternita
- Onesia fulvipennis
- Onesia fumicosta
- Onesia fuscata
- Onesia garzeensis
- Onesia gentilis
- Onesia germana
- Onesia giluwea
- Onesia girii
- Onesia gonideci
- Onesia gonidecoides
- Onesia hederacea
- Onesia higae
- Onesia hilaris
- Onesia hokkaidensis
- Onesia hongyuanensis
- Onesia indersinghi
- Onesia infernalis
- Onesia ismayi
- Onesia japonica
- Onesia jiuzhaigouensis
- Onesia kamimurai
- Onesia kiyoshii
- Onesia koreana
- Onesia kowarzi
- Onesia kraussi
- Onesia lanka
- Onesia lepida
- Onesia marina
- Onesia melanocera
- Onesia melinda
- Onesia metallica
- Onesia minor
- Onesia misera
- Onesia muscaria
- Onesia nakatae
- Onesia nicaeana
- Onesia nigra
- Onesia nigripalpis
- Onesia niuginii
- Onesia noumea
- Onesia obscurata
- Onesia occidentalis
- Onesia parafacialis
- Onesia perida
- Onesia plebeia
- Onesia prompta
- Onesia pterygoides
- Onesia pubescens
- Onesia riparia
- Onesia robusta
- Onesia rubrifacies
- Onesia santamaria
- Onesia sedlaceki
- Onesia sepulcralis
- Onesia sidorenkoi
- Onesia sinensis
- Onesia songpanensis
- Onesia spatuliforceps
- Onesia steffani
- Onesia subalpina
- Onesia tariensis
- Onesia teres
- Onesia tessellata
- Onesia tibialis
- Onesia tokui
- Onesia toxonneura
- Onesia velox
- Onesia viarum
- Onesia viridula
- Onesia wolongensis
- Onesia vulgaris
- Onesia xanthocera
- Onesia zumpti